# 1917-es októberi orosz forradalom

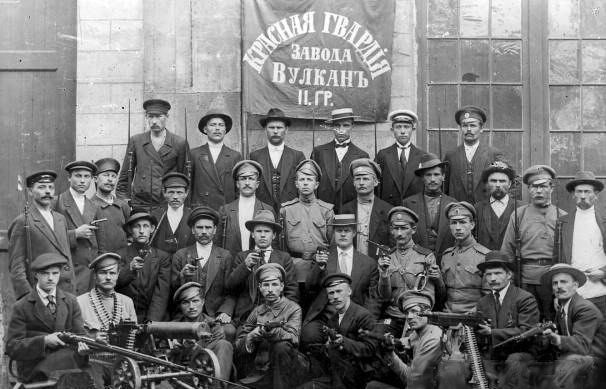
Vörösgárdista egység a petrográdi Vulkán gyárban

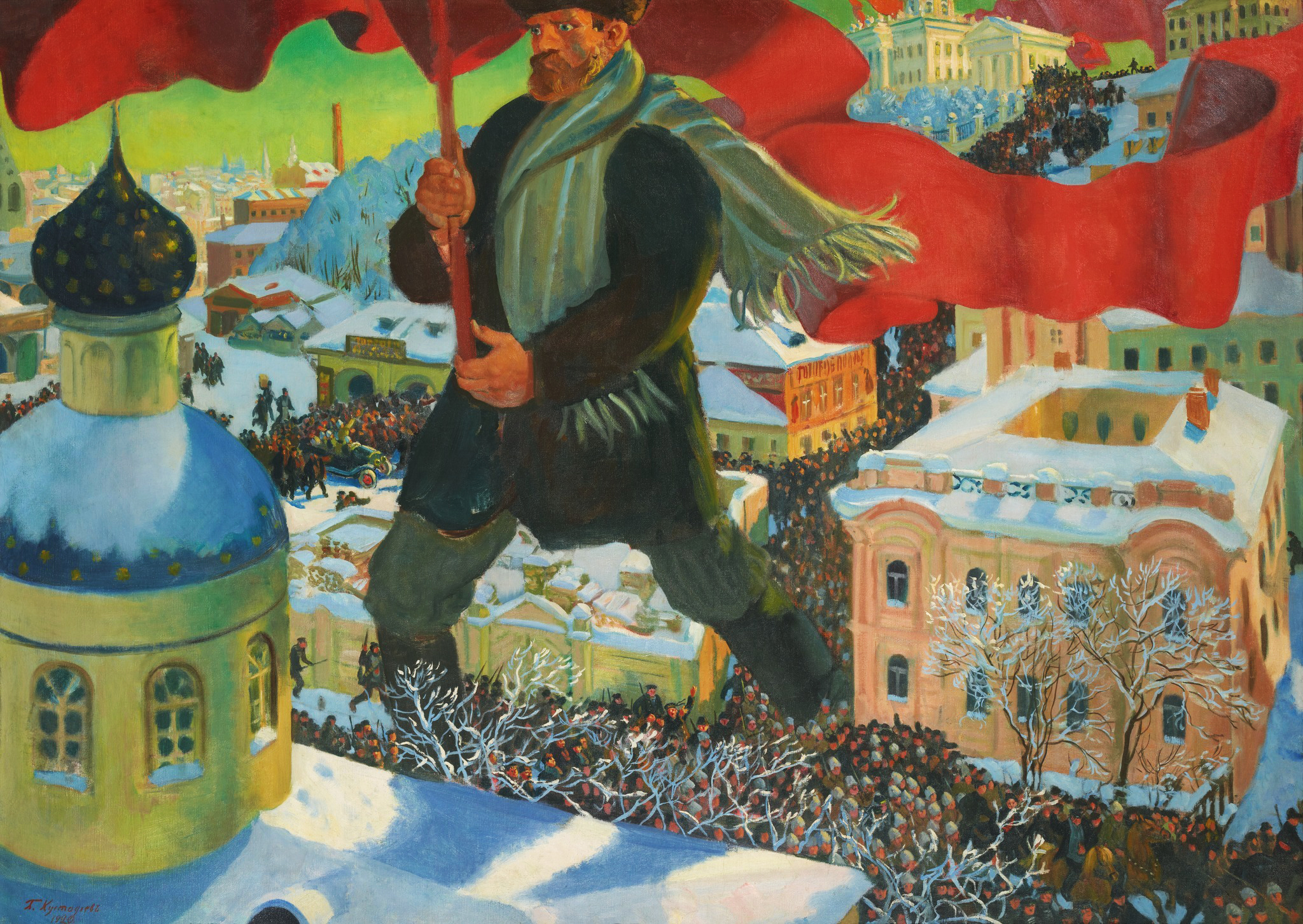
Borisz Kusztogyijev Bolsevik (1920) című plakátja

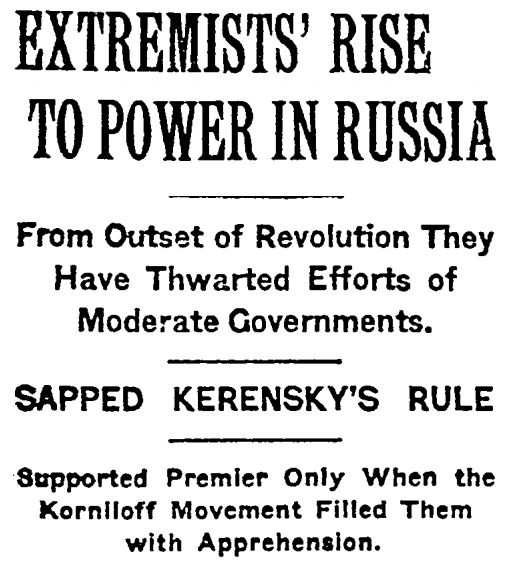
A The New York Times címlapja 1917. november 9-én

Az 1917-es októberi orosz forradalom (hivatalos kommunista elnevezéssel nagy októberi szocialista forradalom, rövidítve: NOSZF), bolsevik forradalom vagy az új orosz történetírásban októberi hatalomátvétel 1917. november 7-én (az Oroszországban akkor használt julián naptár szerint október 25-én) Oroszország akkori fővárosában, Petrográdban (ma Szentpétervár) lezajlott forradalmi eseménysor. A forradalom, melyet a Vlagyimir Lenin irányította bolsevik párt vezetett, az 1917-es oroszországi forradalmak egyik fontos eseménye volt, valamint az oroszországi polgárháborút kirobbantó esemény is.
Az októberi forradalom az ugyanezen év februárjában bekövetkezett forradalmat követte, amely megdöntötte a cári rendszert, létrehozva Ideiglenes Kormányt. Az Ideiglenes Kormány azt követően szerezte meg a hatalmat, hogy II. Miklós cár öccse, Mihail nagyherceg lemondott a hatalomról bátyja lemondását követően. Ekkortájt a városi munkások tanácsokba, azaz szovjetekbe kezdtek szerveződni, ahol forradalmárok kritizálták az Ideiglenes Kormányt és annak cselekedeteit. A kormány népszerűtlen maradt, különösen, miután folytatta az első világháborús hadműveleteket, valamint keménykezűen kormányzott, ami például a júliusi napok során tüntetők százainak meggyilkolásában manifesztálódott.
Az események ősszel pörögtek fel, amikor a baloldali eszer vezetésű direktorátus irányította a kormányt. A baloldali bolsevikok elégedetlenek voltak a kormánnyal, és katonai felkelésre szólítottak fel. 1917. október 23-án (az akkor használt naptár szerint október 10-én) a Trockij vezette Petrográdi Szovjet a katonai felkelés támogatása mellett döntött. November 6-án a kormány több újságot betiltott, és lezárta Petrográd városát, hogy megakadályozza a forradalmat; kisebb fegyveres összetűzések is kialakultak. Másnap teljes körű felkelés kezdődött, amikor a bolsevik matrózok behatoltak a kikötőbe és katonák tízezrei keltek fel a bolsevikek támogatására. A Katonai Forradalmi Bizottság vezette vörösgárdista erők november 7-én megkezdték a kormányzati épületek elfoglalását, másnap az Ideiglenes Kormány székhelyéül szolgáló Téli Palota is a bolsevikok kezére került.
Mivel a forradalom nem élvezett teljes támogatottságot, kezdetét vette az oroszországi polgárháború, mely egészen 1923-ig tartott, és a Szovjetunió 1922-es létrejöttéhez vezetett. Az esemény történészi megítélése vegyes. A Szovjetunió ideológiája és a munkásság kapitalizmus feletti győzelmeként tekintett rá, évfordulója nemzeti ünnep volt. Nyugaton totalitárius puccsnak tekintették, amely a demokratikusan működő szovjetektől az első adandó alkalomtól megszabadult. Az esemény számos műalkotást inspirált, és kommunista mozgalmakat indított el világ-és Európa-szerte. A marxista–leninista pártok mai napig világszerte ünneplik az Októberi Forradalom Napját.

## Előzményei
1917 februárjában az első világháború tragikus történései, a katonai összeomlás, a nép és a katonák elégedetlensége hatására Oroszországban polgári demokratikus forradalom tört ki, megdöntötték a cári rendszert (február 23.).
Az újonnan felállt ideiglenes kormánynak azonban kevesebb volt a tényleges hatalma, mint a munkások, parasztok, katonák és matrózok közvetlenül választott tanácsainak (szovjet), amelyek a városokban, gyárakban és laktanyákban működtek. Az útmutatás a petrográdi szovjettől érkezett, amely már az 1905-ös forradalomban is vezető szerepet játszott, és a februári forradalom első napjaiban újjáalakult. A szovjetek megerősödésének következtében a bolsevikok már nem támogatták az ideiglenes kormányt. Július 3–4-én a bolsevikok puccskísérlete megbukott. Lenin Finnországba menekült. Trockijt, Lunacsarszkijt, Kamenyevet bebörtönözték.
A bolsevik párt – a júliusi vereség ellenére – katonailag jobban meg volt szervezve, mint az összes többi oroszországi politikai erő. Ők rendelkeztek a legrégibb illegális múlttal és legnagyobb terrorista tapasztalattal. Csak nekik jutott eszükbe, hogy a hiányzó belföldi támogatást külföldiekkel helyettesítsék: a puccsban fontos szerepet szántak az általuk beszervezett, a bolsevik mozgalom lelkes híveivé vált kínai vendégmunkásoknak és magyar, német, lett és lengyel hadifoglyoknak.
A bolsevik hatalomátvétel sikerét – a politikai helyzet sajátosságai mellett – több szerencsés véletlen is elősegítette, melyeket Lenin ügyesen ki tudott használni:
- Éppen egynapos vasúti sztrájk volt Szentpéterváron, megszakadt a kapcsolat a főváros és az egész ország között.
- A puccs napján érte el a leszerelt tisztek, sebesültek, dezertőrök száma a fővárosban maximális mértékét, kb. 200 000 főt, ami súlyos problémát jelentett a kormány szempontjából.
- A Balti Flotta hajóit október 24-én (november 6-án) éjszaka a Néva folyó torkolatába vezényelték.
- A puccs napján ülésező Tanácsokban Leninnek sikerült elérnie, hogy a fegyveres felkelés terve többséget kapjon.

## Események

Lenin beszéd közben

Az orosz forradalmi hagyományokat, az ingatag politikai helyzetet és a polgári kormány népszerűtlen intézkedéseit (mint amilyen például a háború folytatásának terve, a földosztás és a választások halogatása) kihasználva 1917. november 7-én (a julián naptár szerint október 25-én) a Finnországból titokban visszatért Lenin vezetésével lázadás tört ki Szentpétervárott. Lenint a svájci emigrációjából korábban a német titkosszolgálat juttatta vissza Oroszországba, hogy ezzel is gyengítse első világháborús ellenfelét.
A felkelés Lev Davidovics Trockij – a végrehajtó bizottság elnökének – irányítása alatt a városba vezető utak lezárásával vette kezdetét. Ebben részt vettek a Péter-Pál erőd átállt katonái is. Miután a Vörös Gárda tagjai körülzárták a Téli Palotát (a kormány székhelyét); Lenin a Szmolnijból irányította az eseményeket. Az állami bank és a telefonközpont is a felkelők kezére került, s az ideiglenes kormány vezetője – Alekszandr Fjodorovics Kerenszkij – elmenekült. Miután a Téli Palotában rekedt miniszterek a felkelők ultimátumát nem fogadták el, – a legendák szerint – az Auróra cirkáló által leadott ágyúlövések adták meg a jelet az ostrom megkezdésére.

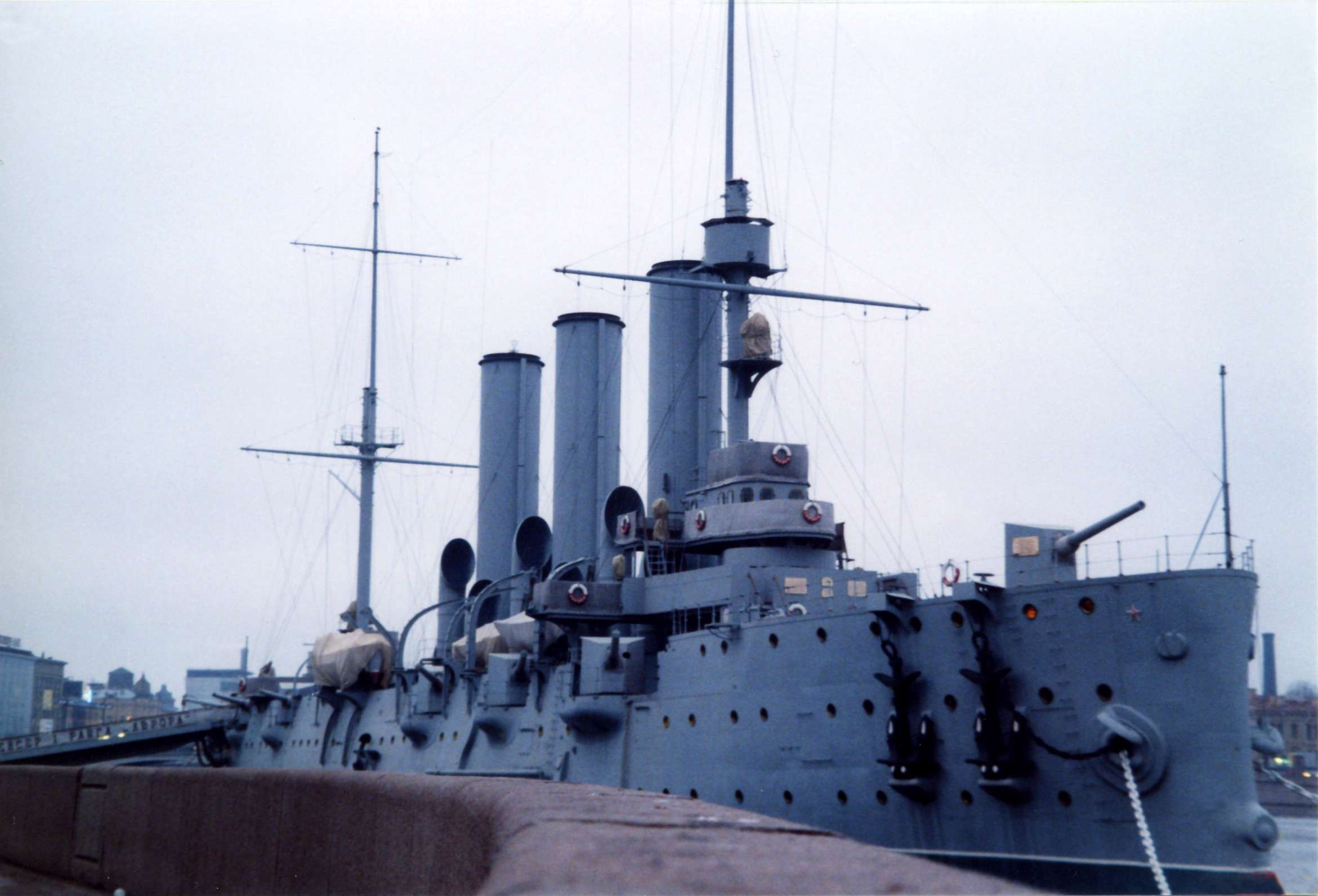
Az Auróra cirkáló Szentpétervárott

Lenin vezetésével összeült a Szovjetek II. Összoroszországi Kongresszusa, ahol az alábbi tételeket fogadták el:
- kimondták, hogy minden hatalom a szovjetek kezébe megy át
- dekrétumot adtak ki a hadviselő országoknak az azonnali békéről
- kimondták, hogy a föld köztulajdonba megy át, és a parasztok rendelkezésére bocsátják

Megalakult az első szovjet kormány, a Népbiztosok Tanácsa, amely forradalmi rendelkezéseket hozott:
- bevezette a nyolcórás munkaidőt
- bevezette a munkásellenőrzést az üzemekben, majd a munkásigazgatást
- elismerte a volt Orosz Birodalom minden népének egyenjogúságát és teljes önrendelkezési jogát
- elismerte Finnország függetlenségét
- az iskolákat államosították
- ingyenessé vált az orvosi ellátás
- a polgári házasságkötés engedélyezése
- a nemzetek egyenjogúságának elismerése

November 8-án hajnalra az egész Téli Palota a forradalmárok felügyelete alá került, a minisztereket letartóztatták. Lenint megválasztották a Népbiztosok Tanácsának elnökévé.

## A forradalom után
Az új kormány első intézkedésként államosította a bankokat és a földet – ez lényegében inkább azt jelentette, hogy jóváhagyták a parasztok földfoglalását. 1918 januárjában bevezették a Gergely-naptárt. Márciusban aláírták a breszt-litovszki békét, így Oroszország már nem volt harcoló fél az első világháborúban.
A forradalom győzelme után polgárháború és külföldi katonai intervenció kezdődött.
A szocialista országokban az 1990-es évek elejéig ünnepelték a forradalom évfordulóját. Magyarországon 1949-1955, majd 1961-1990 között volt munkaszüneti nap a forradalom emléknapja.